# Jean-Conrad Wieland
Jean-Conrad Wieland, né le 2 juin 1754 à Bâle et mort entre le 6 et le 9 janvier 1794 à Noirmoutier-en-l'Île, est un militaire suisse et un officier de l'armée républicaine pendant la guerre de Vendée.

## Biographie
Jean-Conrad Wieland naît à Bâle, le 2 juin 1754,. Il est le fils de Jean-Henri Wieland et de Dorothée Buxtorf. Comme plusieurs membres de sa famille, il rejoint l'armée française et s'engage en 1771 dans le régiment de Boccard. En 1782, il est élevé au grade de lieutenant et il se marie la même année à Calais avec Marie-Claudine Tucker. Le couple a trois filles : Adeline-Sophie-Dorothée, née le 2 janvier 1786 ; Marie-Marguerite, née le 10 mai 1789, mais qui décède au bout de quelques semaines ; et Anne-Louise, née le 29 juillet 1791.
Wieland démissionne de l'armée en 1784. Il s'installe ensuite à Paris, puis à Nantes. Dans cette ville, il devient négociant et s'associe avec un nommé Daniel Schinz, de Zurich, dans le commerce de sucre, de café et de coton avec plusieurs ports d'Europe.
En 1789, dès le début de la Révolution française, Wieland rejoint la garde nationale de Nantes,. En novembre 1789, il est nommé chef du bataillon de la Bourse.
Lorsque la guerre de Vendée débute en mars 1793, Wieland participe aux opérations contre les paysans insurgés contre la levée en masse. En mars, il est à Ancenis, qui est attaquée sans succès par des insurgés. Il sert ensuite sous les ordres du général Beysser et participe à la reprise de Machecoul le 22 avril. Beysser reprend ensuite le contrôle de l'île de Noirmoutier le 29 avril et place Wieland à la tête de la garnison chargée d'occuper l'île. Le 22 mai, il est élevé au grade de lieutenant-colonel.
Après quelques mois de calme, Wieland doit cependant faire face aux troupes de Charette qui tentent de reprendre Noirmoutier avec la complicité de certains habitants de l'île. Il repousse une première attaque le 30 septembre et établit une commission militaire pour rechercher et juger les conjurés. Cependant Charette lance une nouvelle attaque le 12 octobre. Cette fois, les défenses républicaines sont enfoncées et les Vendéens se rendent maîtres de l'île. Wieland gagne le port de la Chaise, où il organise l'embarquement et l'évacuation vers Nantes de sa femme et de ses enfants,. Cependant, les républicains pensent qu'il tente de s'enfuir, ce qui provoque un mouvement de panique. Wieland regagne alors la ville et s'enferme à l'intérieur du château avec ses troupes,. Peu après, il capitule et remet son sabre à Charette, qui le lui rend. 
La garnison de Noirmoutier est conduite à Bouin, où elle est en partie massacrée par François Pajot, mais Wieland demeure à Noirmoutier où il entretient de bons rapports avec l'état-major royaliste,,. Le 3 janvier 1794, les républicains débarquent sur l'île et obtiennent la capitulation de la garnison vendéenne. Malgré les promesses du général Haxo, tous les défenseurs sont fusillés sur ordre des représentants en mission Prieur de la Marne, Turreau et Bourbotte.
Wieland est découvert et est aussitôt accusé de trahison par les représentants en mission, qui décident de le faire exécuter sans jugement,,,.

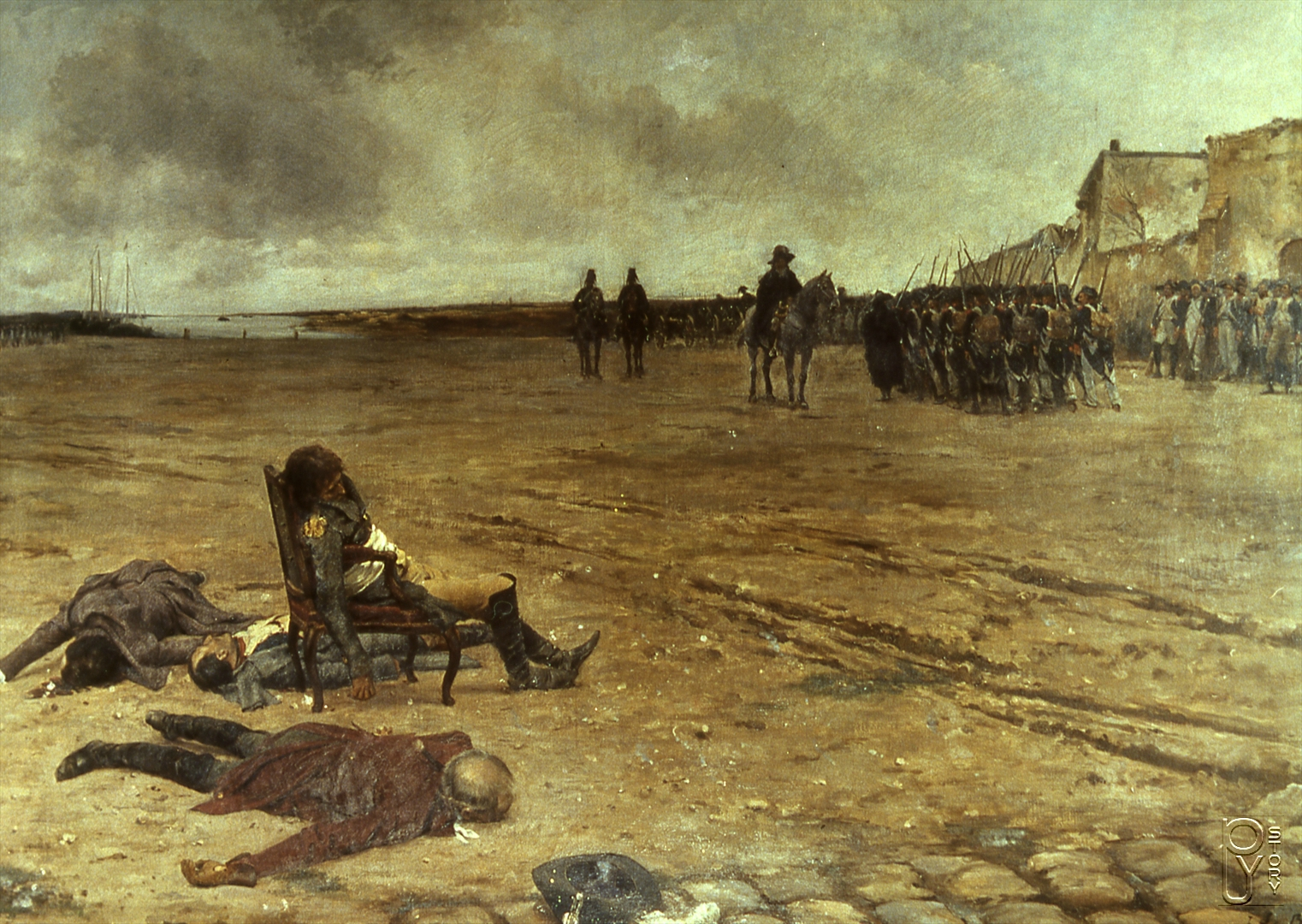
La mort du général d'Elbée, huile sur toile de Julien Le Blant, 1878. musée du Château, Noirmoutier-en-l'Île.

Wieland est fusillé entre le 6 et le 9 janvier, sur la place d'Armes, à Noirmoutier-en-l'Île,,,,. Il est exécuté en même temps que Maurice d'Elbée, Pierre Duhoux d'Hauterive et de Pierre Prosper Gouffier de Boisy, qui tentent en vain de l'innocenter,.
À Nantes, le Comité révolutionnaire de Nantes fait mettre aux arrêts la femme de Wieland, ainsi que ses enfants et son associé, Schinz. Le 27 octobre 1793, Marie-Claudine Tucker est incarcérée à la prison Le bon Pasteur, tandis que Schinz est enfermé à la prison des Saintes-Claires. L'ambassadeur François Barthélemy obtient leur libération en février 1794. Marie-Claudine Tucker se rend alors à Bâle, dans la famille de son mari, où elle donne naissance à un fils, qui reçoit le prénom de son père, Jean-Conrad. Le 24 brumaire de l'an V, François Louis Phelippes-Tronjolly fait une pétition signée par plusieurs administrateurs de la commune et du canton de Nantes pour obtenir la réhabilitation de Wieland. En 1795, Legrand, avoué de Paris, adresse un mémoire au ministère de la guerre pour obtenir une pension pour la veuve et les enfants de Wieland,. Marie-Claudine Tucker reçoit une pension alimentaire de 200 francs en pluviôse de l'an IX et meurt à Versailles le 4 avril 1803.